# قوستانای
قوستانای (به قزاقی: Қостанай، قوستاناي) یا کوستانای شهری در استان قوستانای کشور قزاقستان است که در سرشماری سال ۲۰۰۸ میلادی، ۲۴۹۳۹۵ نفر جمعیت داشته است و از سال ۱۸۹۳ میلادی به‌عنوان شهر شناخته می‌شده است.
ریشه شناسی نام آن ثابت نشده است. شاید این نام با تقسیمات کشوری قزاقستان مرتبط باشد یا نوعی برنزه که در گذشته در آن منطقه وجود داشته است.